# Салча (Бреїла)
Салча (рум. Salcia) — село у повіті Бреїла в Румунії. Входить до складу комуни Фрекецей.
Село розташоване на відстані 164 км на схід від Бухареста, 47 км на південь від Бреїли, 87 км на північний захід від Констанци, 63 км на південь від Галаца.

## Населення
За даними перепису населення 2002 року у селі проживали 73 особи, усі — румуни. Усі жителі села рідною мовою назвали румунську.